# Partito Riformista Social Cristiano
Il Partito Riformista Social Cristiano (in spagnolo Partido Reformista Social Cristiano – PRSC) è uno dei tre maggiori partiti politici della Repubblica Dominicana, di stampo democristiano e conservatore.

## Storia
Il partito è stato fondato nel 1963, quasi due anni dopo la caduta del dittatore Rafael Trujillo, da Joaquín Balaguer, allora in esilio a New York ed in precedenza esponente dello stesso partito di Trujillo, il Partido Dominicano. Il partito nasce dalla fusione tra il Partito Riformista e il Partito Rivoluzionario Social Cristiano.
Trovandosi in una zona a pericolo comunista (la vicina Cuba era da pochi anni sotto il controllo di Fidel Castro, che finanziava anche altri movimenti rivoluzionari di stampo comunista e filo-sovietico), gli imprenditori, i commercianti e gli esponenti cattolici diedero ampio sostegno, sia finanziario che elettorale, al PRSC, schierato su posizioni di destra a dispetto dell'avversario Partito Rivoluzionario Dominicano, guidato da Juan Bosch.
Il partito rimase forte per anni, ma iniziò il suo inesorabile declino nel 1979, con la morte del carismatico Balaguer. Infatti, il voto dei dominicani non si esprime in base all'ideologia politica, ma in base al leader di un partito.

Dal 2000, il partito è stato rilegato ad una posizione minore rispetto al Partito della Liberazione Dominicana e al Partito Rivoluzionario Dominicano, pur mantenendo il suo status di essere uno dei partiti maggiori, seppur rilegato al terzo posto.

Alle elezioni del 2012, il partito non ha presentato per la prima volta un suo candidato, continuando a cooperare con lo storico avversario, il Partito Rivoluzionario Dominicano.

## Presidenti
- Joaquín Balaguer (1963–2002)
- Quique Antún (2005–2009)
- Carlos Morales Troncoso (2009–2014)
- Quique Antún (2014–in carica)

## Risultati elettorali
| Elezione          | Elezione | Voti    | %     | Seggi    |
| ----------------- | -------- | ------- | ----- | -------- |
| Parlamentari 2006 | Camera   | 326.893 | 10,93 | 22 / 178 |
| Parlamentari 2006 | Senato   | 326.893 | 10,93 | 3 / 32   |
| Parlamentari 2010 | Camera   | 203.729 | 6,15  | 11 / 183 |
| Parlamentari 2010 | Senato   | 203.729 | 6,15  | 4 / 32   |
| Parlamentari 2016 | Camera   | 393.125 | 9,16  | 18 / 190 |
| Parlamentari 2016 | Senato   | 393.125 | 9,16  | 1 / 32   |

| Presidenziali 2004                                                                                  | I turno | Eduardo Estrella | 312.493   | 8,65  | ❌ Non eletto |
| Presidenziali 2008                                                                                  | I turno | Amable Aristy    | 187.645   | 4,59  | ❌ Non eletto |
| Presidenziali 2012                                                                                  | I turno | Danilo Medina a  | 2.323.150 | 51,21 | ✔️ Eletto     |
| Presidenziali 2016                                                                                  | I turno | Luis Abinader b  | 1.613.222 | 34,98 | ❌ Non eletto |
| a Candidato del Partito della Liberazione Dominicana b Candidato del Partito Rivoluzionario Moderno |         |                  |           |       |               |